# Frederik Willem van Hohenzollern-Hechingen
Frederik Willem van Hohenzollern-Hechingen (Hechingen, 20 september 1663 - aldaar, 14 november 1735) was van 1671 tot 1730 de vierde vorst van Hohenzollern-Hechingen en generaal-veldmaarschalk van het Heilige Roomse Rijk. Hij behoorde tot het huis Hohenzollern.

## Levensloop
Frederik Willem was de oudste zoon van vorst Filips Christoffel Frederik van Hohenzollern-Hechingen en Maria Sidonia van Baden, dochter van markgraaf Herman Fortunatus van Baden-Rodemachern.
In 1671 volgde hij op zevenjarige leeftijd zijn vader op als vorst van Hohenzollern-Hechingen. Wegens zijn minderjarigheid werd hij onder het regentschap van zijn moeder geplaatst. Frederik Willem werd voor zijn opleiding naar Baden-Baden gestuurd en volgde in Wenen een militaire opleiding. Eind 1681 begon hij zelfstandig te regeren in Hohenzollern-Hechingen.
Frederik Willem was in keizerlijke dienst generaal-veldmaarschalk-luitenant en eigenaar van een eigen kurassiersregiment met zijn naam. In 1682 nam hij deel aan de onderdrukking van een volksopstand in Hongarije en in 1692 vocht hij mee in de Slag bij Slamkanen in de Grote Turkse Oorlog. Hetzelfde jaar kreeg hij van keizer Leopold I de vorstentitel voor hem en al zijn erfgenamen en nakomelingen. In 1702 werd hij bij de Slag bij Friedlingen in de Spaanse Successieoorlog gevangengenomen, maar hij kon zichzelf bevrijden. In 1704 vocht hij zegerijk in de Slag bij Blenheim, waarna hij onder veldmaarschalk Sigbert Heister opnieuw werd ingezet tegen opstandige Hongaren.
Met keizerlijke toestemming sloot Frederik Willem met het keurvorstendom Brandenburg een akkoord over het burggraafschap Neurenberg. Ook was hij een van de eerste dragers van de Pruisische Orde van de Zwarte Adelaar. 
In 1730 trad Frederik Willem af als vorst van Hohenzollern-Hechingen. In november 1735 stierf hij op 72-jarige leeftijd.

## Huwelijken en nakomelingen
Op 22 januari 1687 huwde Frederik Willem in Wenen met zijn eerste echtgenote Maria Leopoldina Ludovica (1666-1709), dochter van graaf Georg Ludwig von Sinzendorf. Ze kregen zes kinderen:
- Frederik Lodewijk (1688-1750), vorst van Hohenzollern-Hechingen
- Louise Ernestina Frederica (1690-1720), huwde in 1713 met vorst Franz Anton von Lamberg
- Charlotte (1692-1692)
- Christina Eberhardina Frederica (1695-1754), abdis in de Abdij van Munsterbilzen
- Sophia Johanna Frederica (1698-1754), abdis in de Abdij van Munsterbilzen
- Frederik Karel (1697-1697)

Op 7 september 1710 sloot hij een morganatisch huwelijk met zijn maîtresse Maximiliana Magdalena von Lützau (1690-1755), die door keizer Karel VI als gravin van Homburg in de adelstand werd verheven. Ze kregen twee kinderen:
- Everhard Herman Frederik (1711-1726)
- Maria Maximiliana (1713-1743), huwde in 1741 met graaf Innozenz Künigl zu Ehrenburg